# Ömer
Ömer ist ein türkischer männlicher Vorname mit der Bedeutung „Das Leben“. Der Name ist arabischer Herkunft und abgeleitet vom arabischen Vornamen Umar, der sich auf den zweiten Kalifen Umar ibn al-Chattab bezieht.

## Namensträger

### Osmanische Zeit
- Aşık Ömer (~1651–1707), osmanischer Dichter und Volkssänger
- Câbî Ömer Efendi (~1750–1814), osmanischer Chronist und Steuerbeamter
- Ömer Seyfettin (1884–1920), spätosmanischer Schriftsteller

### Vorname
- Ömer Lütfi Akad (1916–2011), türkischer Filmregisseur und Drehbuchautor
- Ömer Lütfi Akadlı (1902–1988), türkischer Jurist
- Besim Ömer Akalın (1862–1940), türkischer Mediziner und Abgeordneter
- Ömer Faruk Akün (1926–2016), türkischer Literaturwissenschaftler und Literaturhistoriker
- Ömer Asan (* 1961), türkischer Volkskundler, Fotograf und Autor
- Ömer Aşık (Basketballspieler) (* 1986), türkischer Basketballspieler
- Ömer Ateş (* 1981), türkischer Fußballspieler
- Ömer Atiker (* 1969), deutscher Sachbuchautor
- Ömer Faruk Ay (* 1999), türkischer Fußballspieler
- Ömer Ayçiçek (* 1995), türkischer Skilangläufer
- Ömer Aysan Barış (* 1982), türkischer Fußballspieler
- Ömer Bayram (* 1991), niederländisch-türkischer Fußballspieler
- Ömer Beyaz (* 2003), türkischer Fußballspieler
- Ömer Nasuhi Bilmen (1883–1971), islamischer Religionsgelehrter
- Ömer Çatkıç (* 1974), türkischer Fußballspieler
- Ömer Çelik (* 1968), türkischer Politologe, Journalist und Politiker
- Ömer Çetin (* 1990), deutsch-türkischer Eishockeytorwart
- Ömer Diler (1945–2005), türkischer Numismatiker und Autor
- Ömer Dinçer (* 1956), türkischer Politiker
- Ömer Altay Egesel (1913–1985), türkischer Jurist
- Ömer Erdoğan (* 1977), türkischer Fußballspieler
- Ömer Erzeren (* 1958), deutsch-türkischer Buchautor und freier Journalist
- Ömer Faruk Gergerlioğlu (* 1965), türkischer Mediziner und Politiker
- Ömer Faruk Gökçe (* 1962), türkischer Fußballspieler und -trainer
- Ömer Can Göksu (* 1968), türkischer Fußballspieler und -trainer
- Ömer Güven (* 1994), türkischer Fußballspieler
- Ömer Faruk Harman (1950–2021), türkischer Theologe
- Ömer Tuğrul İnançer (1946–2022), türkischer Anwalt, Autor und Sufi-Musiker
- Ömer İzgi (* 1940), türkischer Rechtsanwalt und Politiker
- Ömer Faruk Kalmış (* 1994), deutsch-türkischer Fußballspieler
- Ömer Kanca (* 1989), türkischer Fußballspieler
- Ömer Kaner (* 1951), türkischer Fußballspieler und -trainer
- Ömer Karancı (* 1992), türkischer Fußballspieler
- Ömer Kılıç (* 1971), türkischer Fußballspieler
- Ömer Kulga (* 1989), belgisch-türkischer Fußballspieler
- Ömer Zülfü Livaneli (* 1946), türkischer Komponist, Schriftsteller und Filmregisseur
- Ömer Öcalan (* 1987), kurdisch-türkischer Journalist und Abgeordneter
- Ömer Lütfi Ömerbaş (1914–2000), türkischer Jurist
- Ömer Özkan (* 1971), türkischer plastischer Chirurg und Transplantationsmediziner
- Ömer Özsoy (* 1963), islamischer Theologe und Hochschullehrer
- Ömer Özyiğit (* 1949), türkischer Klassischer Archäologe
- Ömer Pekyürek (* 1982), türkischer Filmregisseur, Drehbuchautor, Filmproduzent und Fotograf
- Ömer Rıza (* 1979), türkischer Fußballspieler
- Hacı Ömer Sabancı (1906–1966), türkischer Unternehmer
- Ömer Sağlam (* 1960), türkischer Fußballspieler
- Ömer Seyfettin (1884–1920), Schriftsteller des spätosmanischen Reichs
- Ömer Simsek (* 1964), deutscher Schauspieler
- Ömer Şişmanoğlu (* 1989), deutsch-türkischer Fußballspieler
- Ömer Can Sokullu (* 1988), türkischer Fußballspieler
- Ömer Naci Soykan (1945–2017), türkischer Philosoph und Autor
- Ömer Faruk Tekbilek (* 1951), türkischer Musiker
- Ömer Tokaç (* 2000), deutsch-türkischer Fußballspieler
- Ömer Toprak (* 1989), deutsch-türkischer Fußballspieler
- Ömer Topuz (1939–2012), türkischer Ringer
- Ömer Fahrettin Türkkan (1868–1948), osmanischer Offizier und türkischer Diplomat
- Ömer Yalçın (* 1983), türkischer Fußballspieler
- Ömer Yıldız (* 1995), türkischer Fußballspieler
- Ömer Yamaoka (1880–1959), erster japanischer Hāddsch

### Familienname
- Masar Ömer (* 1993), finnischer Fußballspieler